# 買う市
買う市株式会社（かういち、英称:Cau-ichi Co,Ltd.）は、株式会社ライブドアから移管されたインターネットショッピングモールなどを運営するインターネット・サービス会社であった。

## 概要
プロミスによるインターネットショッピングモールの新規設立時にライブドアがシステムやノウハウなどを提供する業務提携を結び、設立した企業である。

## 沿革
- 2007年2月13日 - 株式会社カウイチ設立。ライブドアと業務提携を結ぶ形で「livedoor デパート」、「livedoor BOOKS」、「livedoor リサイクル」をスタート。
- 2008年11月 - 社名を「買う市株式会社」に変更。
- 2013年2月末 - 「livedoor リサイクル」の運営を終了[2]
- 2013年4月30日 - ライブドアの商標を引き継いだLINE株式会社（旧：NHN Japan）との業務提携契約の終了に伴い、「livedoor デパート」および「livedoor BOOKS」の運営を終了。モール事業については5月1日付で株式会社ラジオ会館の「ラジオ会館オンライン」に継承された[2]。
- 2013年7月18日 - 東京地方裁判所において特別清算の開始決定を受ける。負債総額は約10億円[3]。

## 事業内容
- livedoor デパート
- livedoor BOOKS
- livedoor リサイクル
- 買う市ショッピングモール